# Cathédrale de Schleswig
 (août 2021).
Si vous disposez d'ouvrages ou d'articles de référence ou si vous connaissez des sites web de qualité traitant du thème abordé ici, merci de compléter l'article en donnant les références utiles à sa vérifiabilité et en les liant à la section « Notes et références ».
La cathédrale de Schleswig est une cathédrale située à Schleswig, en Allemagne.
La cathédrale Saint-Pierre de Schleswig est l'église de prédication de l'évêque du district de Schleswig et Holstein de l'Église évangélique luthérienne du nord de l'Allemagne. C'est l'un des monuments architecturaux les plus importants du Schleswig-Holstein.

## Histoire
Église halle gothique
Vue de l'orgue

### Préhistoire
En 850, une église missionnaire a été construite à Haithabu. Dans les années 947/49, le roi Othon Ier a organisé la création de trois diocèses catholiques sur la péninsule de Cimbrie afin d'étendre indirectement son influence vers le Nord : d'abord le diocèse de Ribe, en dernier en 949 le diocèse d'Århus et, entre les deux, le diocèse de Schleswig. Après la fondation de ce diocèse en 947, la première cathédrale fut construite à Schleswig, mais ni l'emplacement ni la taille n'en sont connus.

### Histoire de l'édifice
En 1134, les citoyens de Schleswig tuèrent le roi danois Niels dans son château après qu'il avait refusé de se réfugier à la cathédrale Saint-Pierre. Ce fait historique constitue la première mention écrite de la cathédrale de Schleswig. 

Cette église, la première à l'emplacement actuel, a été conçue comme basilique romane à trois nefs. Avec l'achèvement du transept roman, encore conservé aujourd'hui, vers 1200, les derniers travaux de construction de la basilique romane sont documentés avec certitude. Les matériaux de construction mis en œuvre sont le granit, le tuf du Rhin, le calcaire gris de l'île de Gotland, le grès rouge de Scanie et la brique.
"Il n'est pas certain que cette église en granit et en tuf ait jamais été achevée et, notamment, qu'elle ait possédé des tours sur sa face ouest, comme aimerait nous l'assurer le donateur représenté au tympan du portail Saint-Pierre, qui tient en ses mains un modèle d'église à deux tours." 
En tout cas, peu de temps après la construction du transept roman, l'activité de construction reprend. De 1275 à 1300, le chœur de la haute salle gothique et le "Schwahl" sont créés. La basilique romane, qui a été agrandie pour devenir une église-halle de style gothique tardif entre 1200 et 1408, a été achevée au XVIe siècle. Mais ce n'est qu'à la fin du XIXe siècle, quand la ville de Schleswig est devenue capitale de la nouvelle province prussienne, que cette cathédrale gothique de brique a reçu son profil définitif. En 1888, "l'année des trois empereurs" (décès de Guillaume Ier, avènement et décès de son fils Frédéric III, avènement de Guillaume II, fils du précédent), a commencé la construction de la tour néo-gothique de 112 mètres, achevée en 1894, quelque peu disproportionnée par rapport à la cathédrale elle-même, longue d'environ 100 mètres. Conçue par l'architecte Friedrich Adler, la tour a été financée sur les réparations payées par la France à l'Empire allemand après la guerre de 1870-1871. La tour est dotée d'une plate-forme d'observation située à 65 mètres de hauteur, qui offre une vue sur la ville de Schleswig, la Schlei et le Holm, ancien lotissement de pêcheurs. Les cloches au-dessus de la plate-forme d'observation peuvent être vues dans le cadre de visites spéciales.
La cathédrale renferme l'autel gothique des Rois mages (vers 1300) situé dans le chœur du côté sud, les fonts baptismaux en bronze (1480) placés dans le chœur, attribués à Hinrich Klinghe, et la statue de Saint-Christophe de quatre mètres de haut, en bois sculpté, réalisée par Hans Brüggemann, qui est également l'auteur de l'œuvre maîtresse de cette cathédrale, le retable de Bordesholm ou retable de Brüggemann, réalisé entre 1514 et 1521.

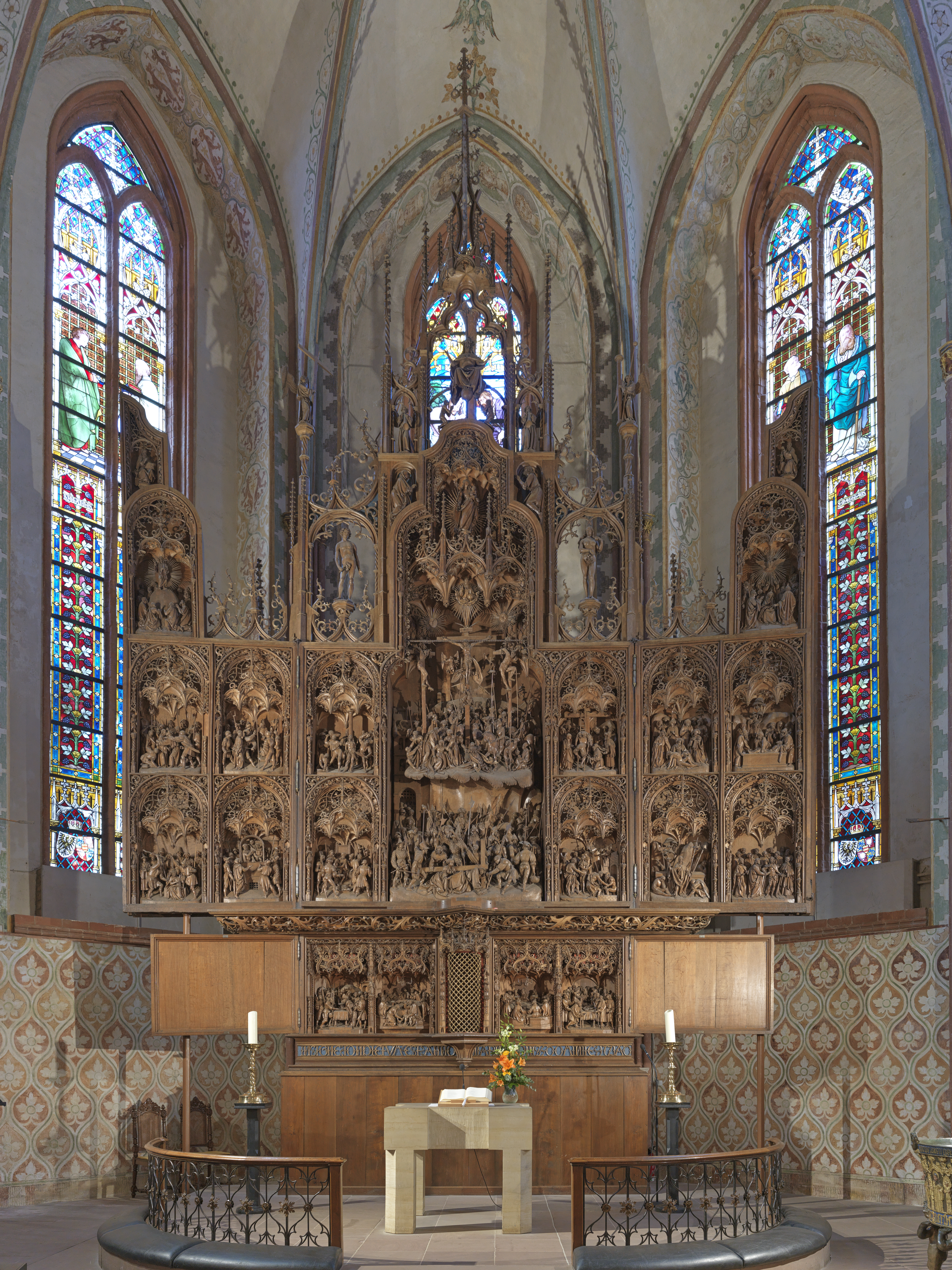
Retable de Bordesholm
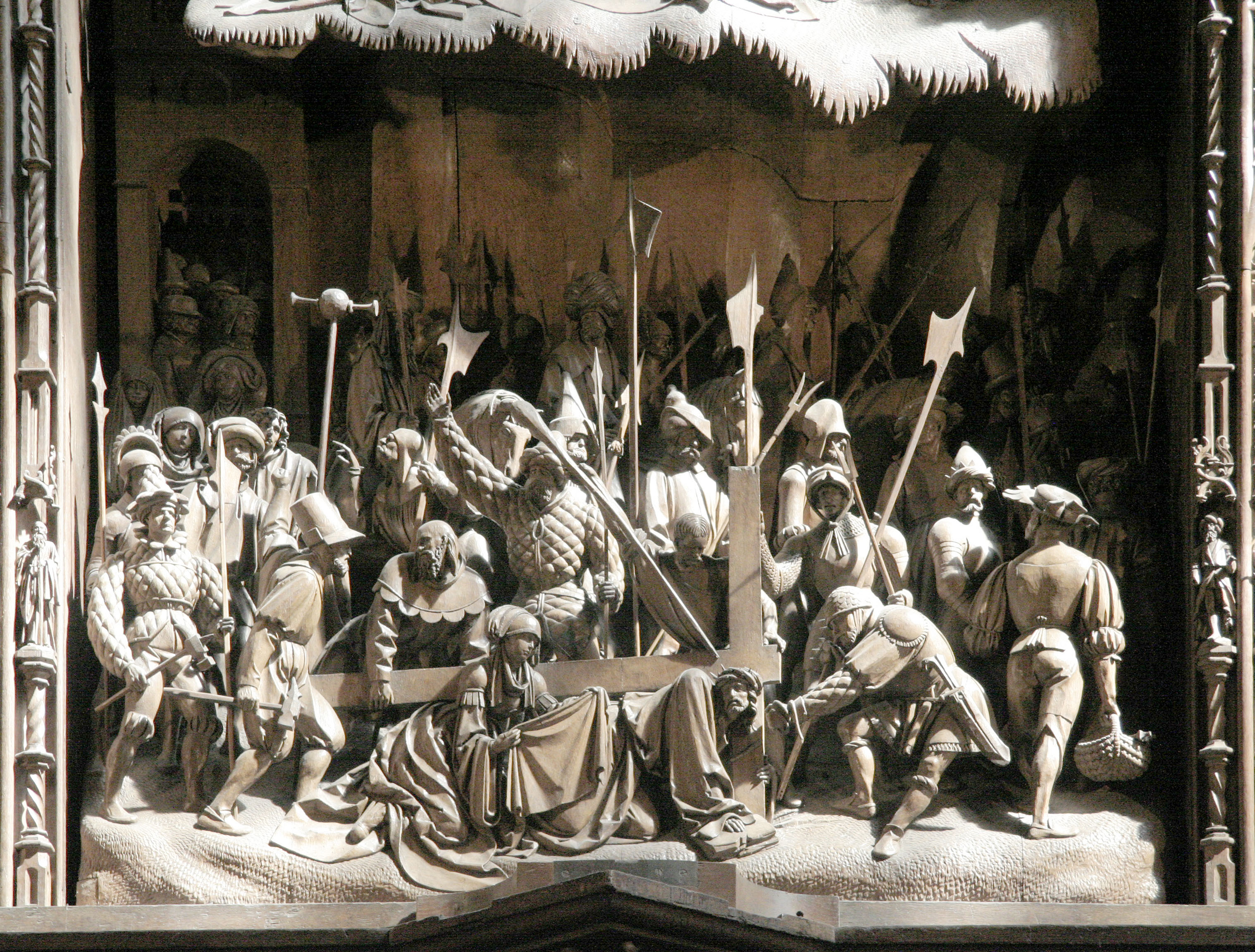
Détail du retable, port de la Croix
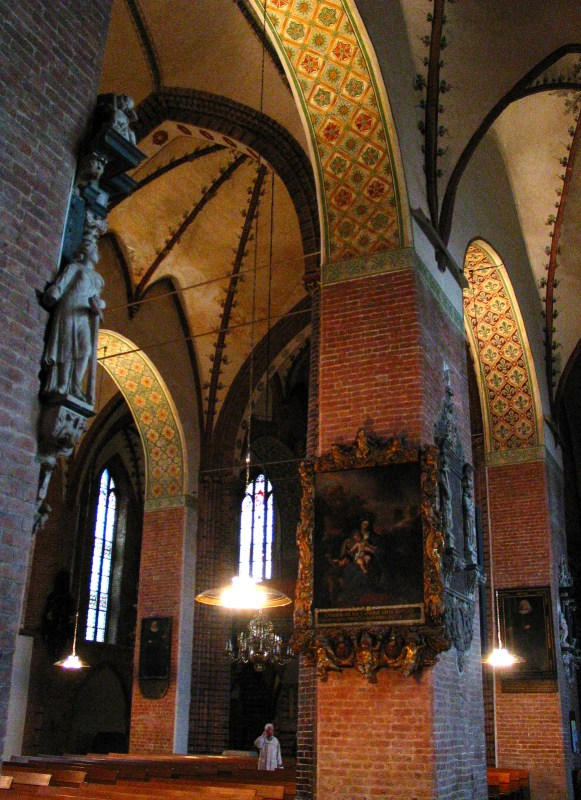
Dôme gothique construit vers 1270 (décoration du XVIe siècle)
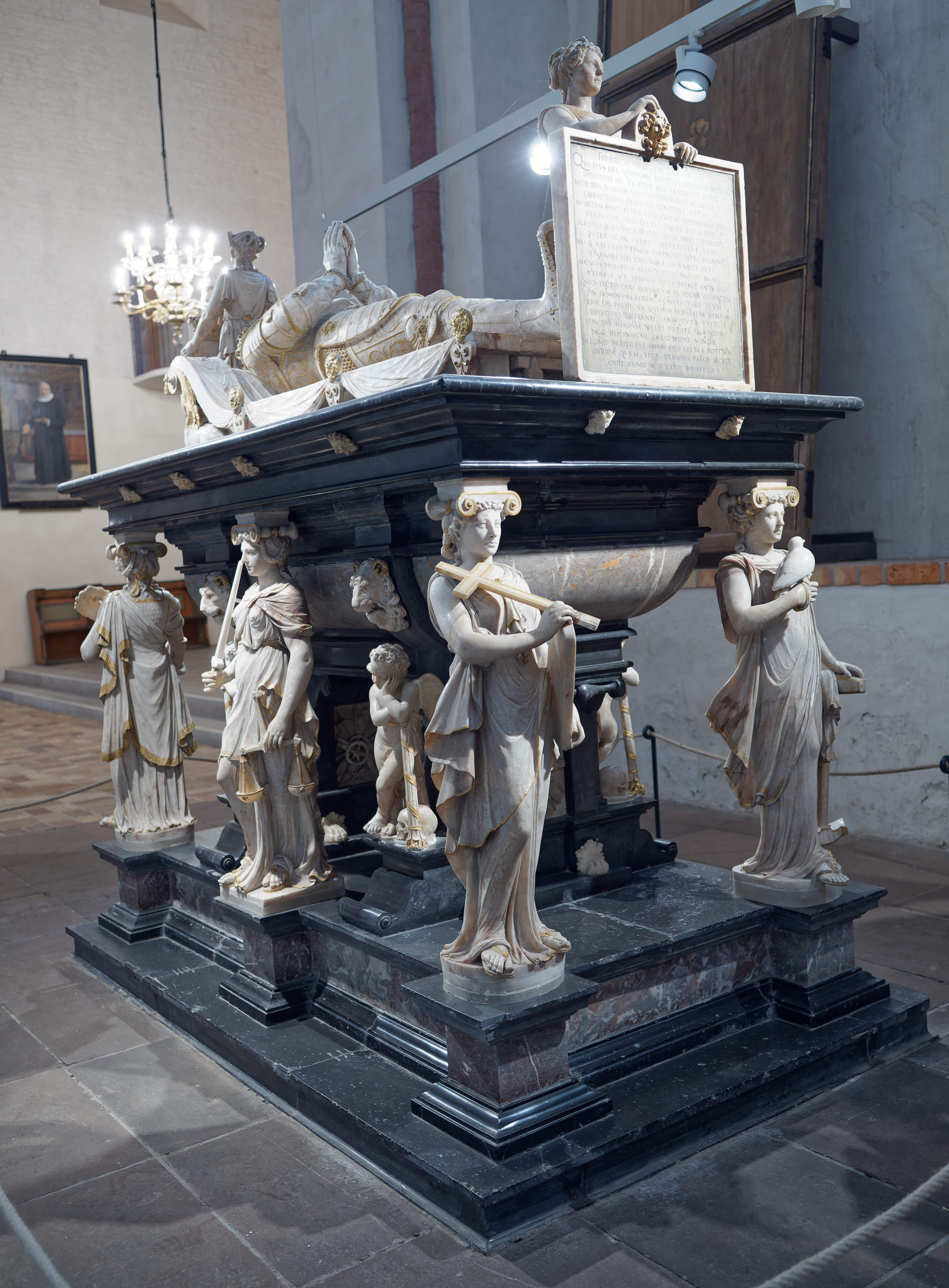
Cénotaphe de Frédéric Ier
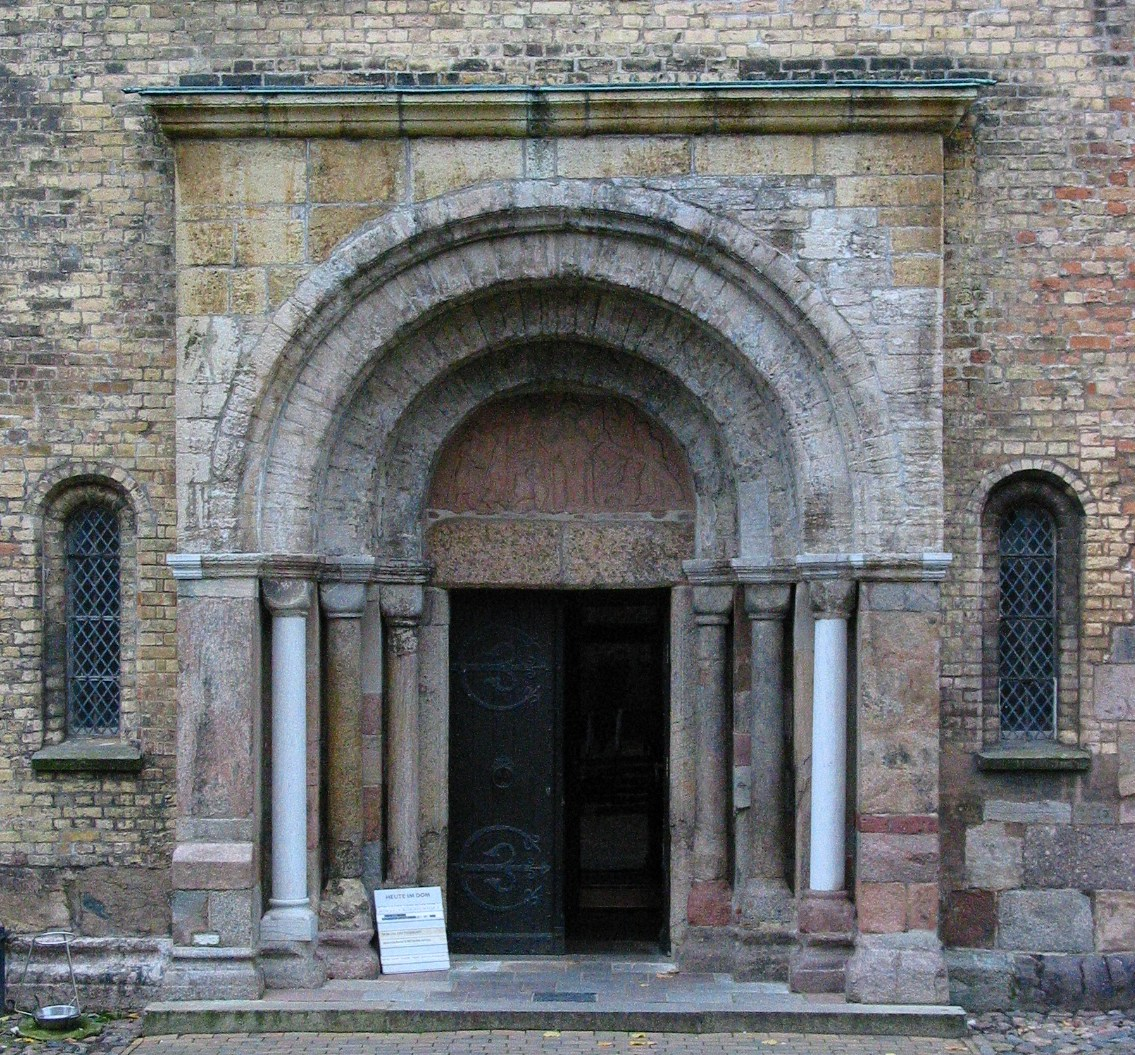
Portail de 1180
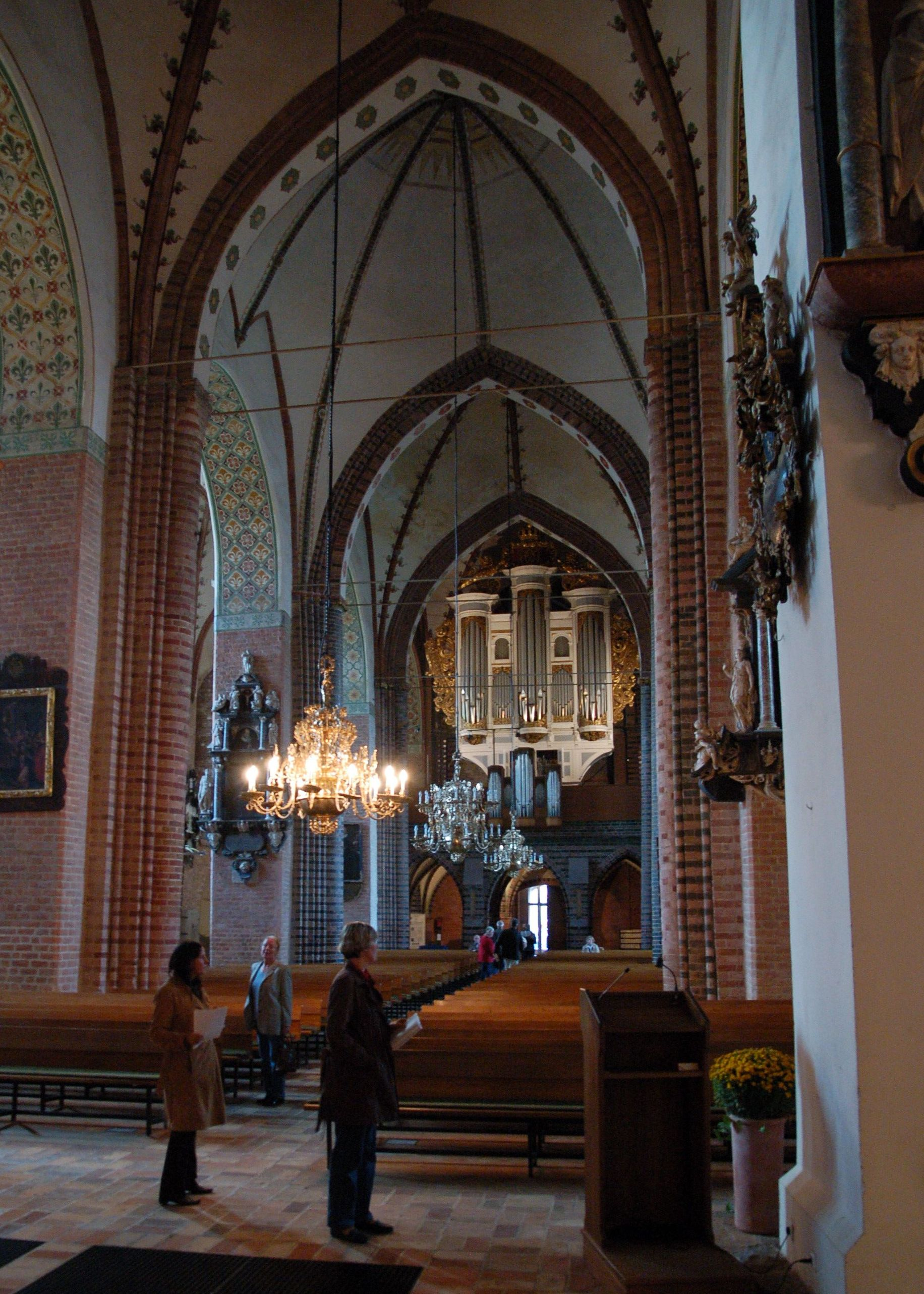
L'orgue